# Andreas Laudrup
Andreas Retz Laudrup (ur. 10 listopada 1990 w Barcelonie) – duński piłkarz występujący na pozycji pomocnika.

## Kariera klubowa
Laudrup jako junior grał w klubach BK Søllerød-Vedbæk, Lyngby BK, Real Madryt oraz ponownie Lyngby BK. Na początku 2009 roku podpisał kontrakt z zespołem FC Nordsjælland, grającym w Superligaen. W lidze tej zadebiutował 23 kwietnia 2009 roku w przegranym 1:2 pojedynku z Brøndby IF. 27 marca 2010 roku w zremisowanym 1:1 spotkaniu z Aalborgiem strzelił pierwszego gola w Superligaen. W tym samym roku, a także w 2011 roku zdobył z zespołem Puchar Danii. W 2012 roku wywalczył z nim natomiast mistrzostwo Danii.
11 stycznia 2013 roku, przeszedł na zasadzie wypożyczenia do AS Saint-Étienne. W 2014 przeszedł do Aarhus GF, a w 2015 zakończył w nim karierę.
| Sezon   | Klub                    | Kraj    | Rozgrywki   | Mecze | Bramki | Rozgrywki Europy   | Mecze | Bramki |
| ------- | ----------------------- | ------- | ----------- | ----- | ------ | ------------------ | ----- | ------ |
| 2008/09 | FC Nordsjælland         | Dania   | SAS Ligaen  | 3     | 0      | -                  | -     | -      |
| 2009/10 | FC Nordsjælland         | Dania   | SAS Ligaen  | 16    | 1      | -                  | -     | -      |
| 2010/11 | FC Nordsjælland         | Dania   | SAS Ligaen  | 23    | 3      | Liga Europy UEFA   | 2     | 0      |
| 2011/12 | FC Nordsjælland         | Dania   | SAS Ligaen  | 27    | 2      | Liga Europy UEFA   | 2     | 0      |
| 2012/13 | FC Nordsjælland         | Dania   | SAS Ligaen  | 16    | 2      | Liga Mistrzów UEFA | 4     | 0      |
| 2012/13 | AS Saint-Étienne (wyp.) | Francja | Ligue 1     | 0     | 0      | -                  | -     | -      |
| 2013/14 | FC Nordsjælland         | Dania   | SAS Ligaen  | 0     | 0      | -                  | -     | -      |
| 2013/14 | Aarhus GF               | Dania   | 1. division | 12    | 0      | -                  | -     | -      |

## Kariera reprezentacyjna
Laudrup jest byłym reprezentantem Danii U-16, U-17, U-18, U-19 oraz U-20. W 2010 roku zadebiutował w kadrze Danii U-21.

## Życie prywatne
Andreas jego brat Mads Laudrup, ojciec Michael Laudrup, wujek Brian Laudrup, dziadek Finn Laudrup oraz kuzyn Nicolai Laudrup to również piłkarze.